# Stazione di Casalecchio Palasport
La stazione di Casalecchio Palasport è una fermata ferroviaria posta sulla linea Casalecchio-Vignola, gestita dalle Ferrovie Emilia Romagna. Sita nela località di Riale nel territorio comunale di Casalecchio di Reno, serve il palasport Unipol Arena e l'adiacente area commerciale.

## Storia
La fermata, in origine denominata «Riale», venne inaugurata il 28 febbraio 1994 e servita solo da sporadici treni speciali (all'epoca la linea era attiva per il solo servizio merci). Successivamente assunse la nuova denominazione di «Casalecchio Palasport».
Dal 15 settembre 2003 è servita da treni passeggeri regolari, analogamente al resto della linea.

## Movimento
Il servizio passeggeri è costituito dai treni regionali della linea S2A (Bologna Centrale - Vignola) del servizio ferroviario metropolitano di Bologna, cadenzati a frequenza oraria, con rinforzi alla mezz'ora nelle ore di punta.
I treni sono svolti da Trenitalia Tper nell'ambito del contratto di servizio stipulato con la regione Emilia-Romagna.
A novembre 2019, la stazione risultava frequentata da un traffico giornaliero medio di circa 661 persone (306 saliti + 355 discesi).
Ai fini tariffari, la stazione ricade nell'area urbana di Bologna, entro la quale sono validi i normali titoli di viaggio urbani.